# 장욱

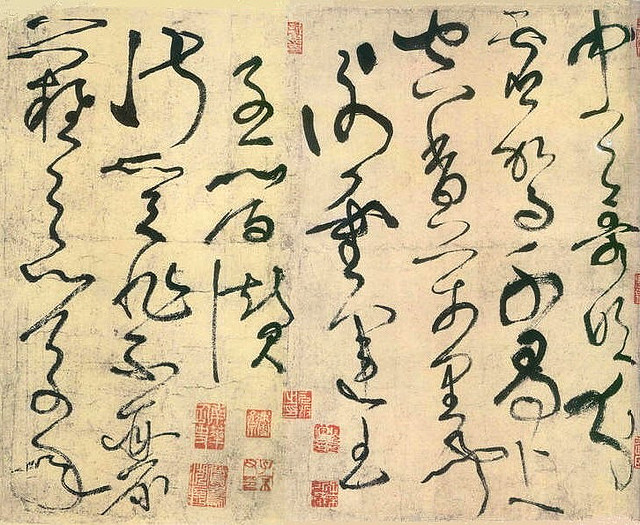
장욱의 필체

장욱(張旭, 675~750 추정)은 성당(盛唐)시대 시인이자 서예가이다. 머리털에 먹물을 묻혀 글씨를 쓰기도 했다.
그는 초서(草書)의 필법(筆法)을 터득해 '미치광이 초서(狂草ㆍ광초)'의 대가가 됐으며 반야심경 등을 썼다.